# Alexandre Ballester Moragues
Alexandre Ballester Moragues (Gavà, Baix Llobregat, 1933 - Inca, Mallorca, 30 de juny de 2011) fou un escriptor i dramaturg, nascut accidentalment a Gavà, però que va viure i treballar gairebé sempre a sa Pobla (Mallorca), on va realitzar diverses tasques de divulgació cultural per al consistori que, el 1968, el va distingir amb l'Escut d'Or de la Vila com a cronista oficial.
A partir de la segona meitat dels anys 60, va desenvolupar una intensa activitat teatral influït per Samuel Beckett, Eugène Ionesco o Antonin Artaud, i durant la qual va obtenir premis de notable importància. Va escriure 16 peces teatrals, de les quals es van estrenar 12, a les Illes principalment. També va cultivar la novel·la, la poesia i la narració curta. Pel que fa a la faceta com a articulista, destaquen les seves col·laboracions en diferents mitjans de comunicació locals amb escrits especialitzats en història, etnografia, hagiografia, festes populars i tradicions de les Balears.

## Premis
- 2005- Premi Ramon Llull.
- 2009- Premi Bartomeu Oliver, concedit el 18 de desembre per l'OCB i que és un dels guardons del "Premis 31 de Desembre" i que s'entregà en el decurs de l'acte "Nit de la Cultura" celebrat al Teatre Principal de Maó (Menorca).

## Obres

### Teatre
- Foc colgat (Premi Carles Lemos 1967)
- Jo i l'absent (Premi Ciutat de Palma 1966)
- Dins un gruix de vellut (Premi Josep Maria de Sagarra 1967)
- Massa temps sense piano (Premi Mallorca 1968)
- Fins al darrer mot (Premi Joan Santamaria 1968)
- Siau benvingut (1968)
- La tragèdia del tres i no res (1968)
- Un baül groc per a Nofre Taylor (1971)
- Maria Magdalena o La penedida gramatical (1971)
- Cap cap pla cap al cap del replà (1972)
- Començament a punta de pesta (Premi de les Lletres Catalanes Ignasi Iglésies, Tübingen, 1972)
- L'única mort de Marta Cincinnati (Premi de Teatre Born de Ciutadella 1983)
- Al caire de les campanes (Premi Teatre Principal 1987)
- La mort del Vienès (1995)
- Un no res d'eternitat (2010)
- I passen les tempestes (Premi Recull de Teatre Josep Ametller 2011)

### Novel·la
- Les nostres amagades servituds, (Premi Ciutat de Palma de novel·la 1964)

### Poesia
- Brot de murta
- Rèquiem per a nou pams de terra
- Taula per a tots